# Wiesław Okoński
Wiesław Okoński (ur. 20 grudnia 1950 w Rożnowicach) – polski polityk, poseł na Sejm IV kadencji.

## Życiorys
Ukończył studia na Wydziale Budownictwa Politechniki Śląskiej. Należał do Związku Socjalistycznej Młodzieży Polskiej i Polskiej Zjednoczonej Partii Robotniczej. Do 1987 pracował jako projektant i kierownik budowy. Później zaczął obejmować kierownicze stanowiska w firmach budowlanych. Od 1998 do 2001 zasiadał w sejmiku śląskim.
W latach 2001–2005 sprawował mandat posła na Sejm IV kadencji z okręgu gliwickiego, wybranego z listy Sojuszu Lewicy Demokratycznej liczbą 6735 głosów. W 2005 nie ubiegał się o reelekcję.
Zasiadał w wojewódzkich władzach SLD. Działa w Ochotniczej Straży Pożarnej. Zamieszkał w Czechowicach.